# Наполовину пончик
«Наполовину пончик» (англ. «Halfway to a Donut») — восьмой эпизод четвёртого сезона американского драматического телесериала «Родина», и 44-й во всём сериале. Премьера состоялась на канале Showtime 16 ноября 2014 года.

## Сюжет
Кэрри (Клэр Дэйнс) просыпается в доме Аасара Хана (Раза Джаффри), не помня, как она туда попала. Она правильно подозревает, что её отравили с помощью её лекарств, но Хан отрицает причастность.
В видео, Сол Беренсон (Мэнди Патинкин) призывает свою страну не вступать в переговоры с террористами. Появляется Хайссам Хаккани (Нуман Аджар) и объявляет список заключённых, которые он хочет, чтобы их освободили. Пока Сола доставляют обратно в камеру, он тайно берёт гвоздь. Оставшись один, он использует гвоздь, чтобы освободиться от наручников, и притворяется, что он повесился. Когда приходит охранник, чтобы спасти его, он убивает охранника, сбегает и звонит Кэрри. Куинн (Руперт Френд) направляет Сола в магазин в Макине, где агент ЦРУ даёт ему убежище. Сол заставляет Кэрри пообещать, что если Сола поймают, то Кэрри убьёт его и террористов тоже, используя авиаудар.
Непосредственно перед началом встречи между американцами и пакистанцами, Хан замечает Тасним (Нимрат Каур), говорящую с Деннисом Бойдом (Марк Мозес) и передающую ему записку. В ходе встречи, Кэрри смущает чувство уверенности пакистанцев, видя, что Сол ушёл. Она вдруг понимает, что пакистанские военные могут просто обнаружить летающий дрон, который наблюдает за Солом, и дать Хаккани эти координаты. Когда она мчится в операционную комнату, талибы окружают город. К её ужасу, они открывают огонь по экстракционной команде, замаскированному вагону с солдатами спецназа. Вагон оказывается в меньшинстве и вынужден уйти.
Сол, чувствуя, что он окружён, готовится застрелиться. Кэрри врёт, говоря, что есть другой путь. Она выводит его из здания к группе талибов, где они его захватывают. Сол кричит и проклинает Кэрри, понимая, что она солгала. Столкнувшись с такой сценой, Локхарт (Трейси Леттс) заявляет, что США принимает условия Хаккани по обмену пленными.
Позже этой ночью, Кэрри будет звонок от Хана. Они встречаются на улице и Хан настаивает на том, что он не трогал лекарства Кэрри. Кэрри критикует его за не предоставление полной информации, но говорит, что она верит в его невиновность. Хан смягчается и сообщает ей, что это Деннис Бойд работает против неё.

## Производство
Режиссёром эпизода стал Алекс Грейвз, а сценаристом стал исполнительный продюсер Чип Йоханнссен.

## Название
Название ссылается на балушахи, пакистанскую и индийскую выпечку. Деннис приносит несколько таких домой, и говорит своей жене Марте: «Это настоящие балушахи. Наполовину пончик.»

## Реакция

### Рейтинги
Во время оригинального показа, эпизод посмотрели 1,66 миллионов зрителей, что стало ростом на 100 000 зрителей по сравнению с предыдущей недели.

### Реакция критиков
У эпизода рейтинг 100% на сайте Rotten Tomatoes.
Прайс Питерсон из журнала «New York» оценил эпизод на 5 звёзд из 5, назвав его «потрясающим часом телевидения и одной из лучших частей „Родины“ с первого сезона». Джош Моделл из The A.V. Club дал эпизоду рейтинг «A-», сказав о сцене, где Сол угрожает самоубийством: «„Родина“ не может быть лучше, чем эта сцена, в которой два героя, в которых мы полностью вложены, враждуют в ситуации жизни и смерти». Скотт Коллура из IGN оценил его как «напряжённый и потрясающий эпизод», поставив рейтинг 9,0 из 10.